# Android TV
Android TV es un sistema operativo de televisión inteligente basado en Android y desarrollado por Google para televisores, reproductores multimedia digitales, decodificadores y barras de sonido. Sucesor de Google TV, cuenta con una interfaz de usuario diseñada en torno al descubrimiento de contenidos y la búsqueda por voz, la agregación de contenidos de varias aplicaciones y servicios multimedia y la integración con otras tecnologías recientes de Google, como Assistant, Cast y Knowledge Graph.
La plataforma se presentó por primera vez el 25 de junio de 2014, y estuvo disponible por primera vez en el Nexus Player ese noviembre. La plataforma ha sido adoptada como middleware de televisión inteligente por empresas como Sony y Sharp, mientras que los productos de Android TV también han sido adoptados como decodificadores por varios proveedores de televisión IPTV.
Se ofrece una edición especial denominada Android TV Operator Tier a los operadores de servicios que implementan Android TV en el dispositivo que proporcionan a sus abonados para acceder a los contenidos multimedia. En esta edición, el operador puede personalizar la pantalla de inicio y los servicios del dispositivo. Muchas Android TVs se venden con malware preinstalado.

## Historia
Android TV se anunció por primera vez en el Google I/O de junio de 2014, como sucesor del comercialmente fallido Google TV. The Verge lo caracterizó como más en línea con otras plataformas de reproducción de medios digitales, pero aprovechando el proyecto Knowledge Graph de Google; la compatibilidad con Chromecast; un mayor énfasis en la búsqueda; vínculos más estrechos con el ecosistema de Android (incluyendo Google Play Store y la integración con otras familias de Android, como Android Wear); y soporte nativo para videojuegos, gamepads Bluetooth y el framework Google Play Games. Algunos asistentes recibieron el kit de desarrollo de la plataforma, el ADT-1; The Information informó de que el ADT-1 estaba basado en un dispositivo de lanzamiento "Nexus TV" desechado que estaba siendo desarrollado internamente por Google. Google presentó el primer dispositivo Android TV, el Nexus Player desarrollado por Asus, en un evento de hardware en octubre de 2014.
El dispositivo del kit de desarrollo ADT-2 salió a la venta antes del lanzamiento de Android TV 9.0. Android TV 10 se lanzó el 10 de diciembre de 2019, junto con el kit de desarrollo ADT-3. Android TV 11 se lanzó para el ADT-3 el 22 de septiembre de 2020, mientras que los despliegues estaban previstos para los socios fabricantes de equipos originales en los meses siguientes.
En septiembre de 2020, se anunció que la experiencia de Google TV, diseñada para explorar y descubrir contenido, estaría disponible en televisores de los socios de Android TV OS a partir de 2021. En febrero de 2021, se presentó una actualización de la pantalla de inicio de Android TV que añadió tres nuevas pestañas en la parte superior: Inicio, Descubrir y Aplicaciones. La pestaña "Descubrir" ofrece recomendaciones personalizadas de películas, series y televisión en vivo.
Android TV 12 fue lanzado el 30 de noviembre de 2021, con despliegues previstos para finales de 2022. Android TV 14 fue lanzado el 8 de junio de 2023 en versión beta para desarrolladores que utilizan el kit de desarrollo ADT-3.

## Características
La plataforma Android TV es una adaptación del sistema operativo Android para descodificadores y como software integrado en el hardware de los televisores inteligentes. Su pantalla de inicio utiliza una interfaz basada en filas de desplazamiento vertical, que incluye un área de "descubrimiento de contenidos" poblada por contenidos sugeridos, seguida de filas de "Ver ahora" que muestran los contenidos multimedia de las aplicaciones instaladas. Android TV admite la introducción de comandos por voz y la búsqueda universal en múltiples servicios; algunos dispositivos también son compatibles con Google Assistant. Todos los dispositivos Android TV son compatibles con Google Cast, lo que permite reproducir en ellos contenido multimedia desde aplicaciones compatibles en otros dispositivos de forma idéntica a Chromecast. Android TV es compatible con el software de Play Store, incluidas las aplicaciones multimedia y los juegos (aunque no todas las aplicaciones de Google Play son compatibles con Android TV). Algunos dispositivos de Android TV, como la Nvidia Shield y la Razer Forge TV, también se comercializan como microconsolas e incluyen un gamepad inalámbrico Bluetooth.

## Interfaz de Google TV
Una interfaz de usuario modificada de Android TV, con la marca "Google TV" (sin relación con la plataforma de televisión inteligente de la compañía que ya no tiene el mismo nombre), debutó en el dispositivo de streaming Chromecast con Google TV, que se lanzó el 30 de septiembre de 2020, coincidiendo con el cambio de marca del servicio de vídeo bajo demanda (VOD) de Google Play Movies & TV a Google TV en dispositivos Android. La interfaz de Google TV hace hincapié en las recomendaciones de contenido y el descubrimiento de diferentes servicios y aplicaciones instaladas, en comparación con la interfaz de Android TV, que se centra más en la navegación entre las aplicaciones individuales instaladas. Google TV es compatible con más de 10.000 aplicaciones creadas para Android TV.
A partir de febrero de 2022, Google TV se integra con 42 servicios de streaming para su uso en sus funciones de agregación de contenidos en Estados Unidos:
- A&E
- ABC
- Amazon Prime Video
- AMC
- Apple TV+
- BET+
- Comedy Central
- Crackle
- Crunchyroll
- DC Universe
- Discovery+
- DisneyNOW
- Disney+
- Epix Now
- Fox Now
- FuboTV
- Funimation
- Globoplay
- Hulu
- HBO Go
- HBO Max
- Historia
- Kocowa
- Lifetime
- MTV
- NBC
- Pantaya
- Paramount+
- Peacock
- Philo
- Pluto TV
- Showtime
- Showtime Anytime
- Sling TV
- Starz
- TBS
- The CW
- TNT
- Tubi TV
- VH1
- Viki
- YouTube TV

La interfaz de Google TV sustituirá a la interfaz de Android TV a finales de 2022, y comenzará a utilizarse en decodificadores, dongles y televisores inteligentes en 2021.

## Dispositivos

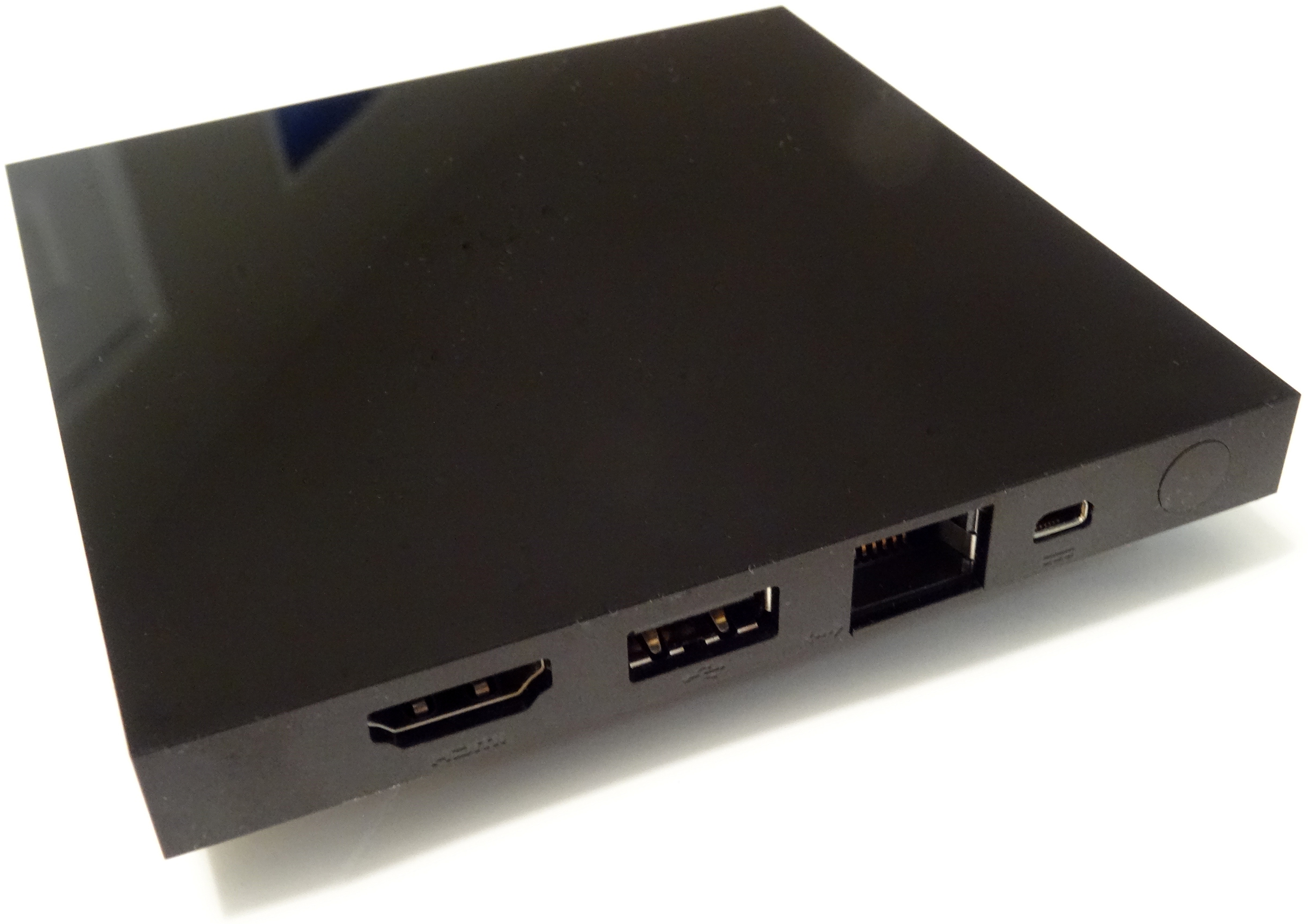
El reproductor multimedia digital ADT-1, que forma parte del kit de desarrollo oficial de Android TV

### Televisores
Durante el Google I/O 2014, Google anunció que Sony, Sharp y TP Vision/Philips lanzarían televisores inteligentes con Android TV integrado en 2015. Se señaló que el soporte para el manejo de las funciones específicas del televisor, como el cambio de entrada y la sintonización, estaban integrados de forma nativa en la plataforma Android.
Sony presentó una gama de televisores inteligentes Bravia con Android TV en el CES 2015. Sharp lanzó dos modelos de televisores el 10 de junio de 2015. Philips anunció que el 80 % de sus televisores de 2015 ejecutarán Android TV, cuyos dos primeros modelos salieron a la venta en junio de 2015.
Google anunció otros socios de hardware para televisores en enero de 2016, como Arcelik, Bang & Olufsen, Hisense, TCL Corporation y Vestel.
OnePlus también ha lanzado varios televisores que funcionan con la plataforma Android TV. Todos los televisores de OnePlus funcionan con Android TV 9, excepto el recién lanzado OnePlus TV U1S, que ejecuta Android TV 10.
La empresa hermana de OnePlus, Realme, también ha lanzado varios televisores que funcionan con la plataforma Android TV.
TCL Corporation anunció una gama de televisores inteligentes con Android 11 (y Google TV) en el CES 2021.
Otras marcas como Mystic, Hisense, Motorola, y Xiaomi han lanzado sus respectivas líneas de televisores con este sistema operativo.

### TV Box y TV Stick
Además de los televisores, también se han lanzado aparatos externos como los TV Boxes y TV Sticks que también tienen el sistema operativo Android TV, entre ellos la empresa NVIDIA, que lanzó en 2015 la Nvidia Shield TV. Otras marcas como Mecool y Youin han lanzado dispositivos como el Mecool KM2 (la cual cuenta con certificación de Netflix) y el Youin Box.

### Decodificadores
Varios proveedores de televisión de pago han lanzado servicios de IPTV utilizando hardware basado en Android TV en lugar de un descodificador propio, como el Unifi Plus Box de Telekom Malaysia, el U+ tvG Woofer y el U+ tvG 4K UHD de LG Uplus, el Freebox Mini 4K del ISP francés y el BBox Miami de Bouygues Telecom. Dish Network lanzó en 2017 un dispositivo Android TV conocido como AirTV Player, comercializado como compañero de su servicio Sling TV, y que admite un adaptador opcional para conectar una antena y recibir televisión por aire. Verizon Wireless, Tivo y T-Mobile USA ofrecen cada uno un dongle de streaming de Android TV de la marca de la empresa llamado Verizon Stream, TiVo Stream 4K y T-Vision Hub, respectivamente. En 2020, AT&T lanzó AT&T TV como su nuevo servicio estrella de televisión de pago, que se basa en un descodificador Android TV y en la infraestructura de su servicio OTT DirecTV Now.
Ericsson añadió soporte para Android TV a su plataforma IPTV MediaFirst, que se utiliza como base para servicios canadienses como Telus Pik TV y SaskTel MaxTV Stream.
Vodafone Australia vende actualmente un sintonizador de TV y un dispositivo de streaming multimedia con Android TV, pero desde 2020 está descatalogado.